# Nazionale maschile under 20 di calcio a 5 del Brasile
La nazionale di calcio a 5 del Brasile Under-20 è la rappresentativa di Calcio a 5 Under-20 del Brasile ed è posta sotto l'egida della Confederação Brasileira de Futebol de Salão. Ha partecipato e trionfato in tutte e tre le edizioni del Sudamericano de Futsal Sub-20, che si tiene ogni due anni.
La nazionale brasiliana è attualmente la detentrice del trofeo che ha vinto in tutte e sei le sue edizioni: nel 2004 per i 25 anni della Confederação Brasileira de Futebol de Salão a Fortaleza ha battuto in finale il Venezuela per 5-1, due anni più tardi a San Cristóbal ha battuto l'Argentina per 2-0 e due anni dopo, nella riedizione della finale, ha di nuovo battuto i gauchos per 5-1 giungendo al terzo alloro continentale. Nel 2010 a Itagüí ha battuto la Colombia per 4-2 e tre anni più tardi, nel 2013, a San Cristóbal si ripropone la stessa finale, con lo stesso risultato, i verdeoro sconfiggono i Cafeteros per 1-0. Nel 2014 invece riesco a riconfermarsi campioni giocando in casa,ad Aracaju riesce a sconfiggere i Cafeteros alla lotteria dei calcio di rigore per 2-1 quando a fine dei tempi regolamentari si trovavano sul 1-1.

## Partecipazioni al Sudamericano de Futsal Sub-20
- 2004:  Campione (battuto il Venezuela 5-1)
- 2006:  Campione (battuta l'Argentina 2-0)
- 2008:  Campione (battuta l'Argentina 5-1)
- 2010:  Campione (battuta la Colombia 4-2)
- 2013:  Campione (battuta la Colombia 1-0)
- 2014:  Campione (battuta la Colombia 2-1)